# Kōji Seki
Kōji Seki (関 浩二?, Seki Kōji; Tokyo, 26 giugno 1972) è un ex calciatore giapponese, di ruolo attaccante.